# 让-吕克·梅朗雄

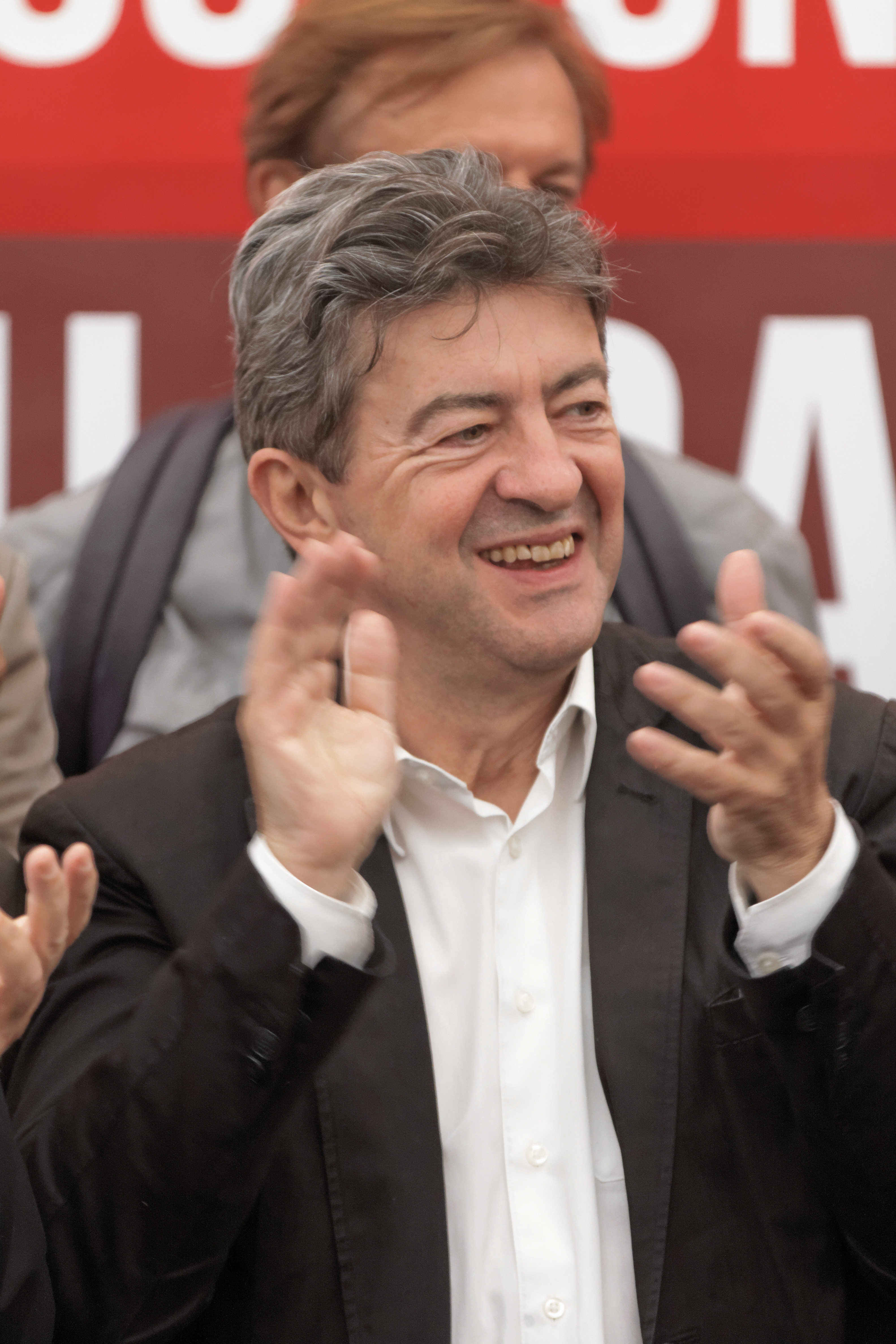
让-吕克·梅蘭雄

让-吕克·安托万·皮埃尔·梅朗雄（法語發音：[ʒɑ̃ lyk ɑ̃twan pjɛʁ melɑ̃ʃɔ̃] ⓘ；1951年8月19日—）是一位法国左翼至極左翼政治家，生于摩洛哥丹吉尔，现任欧洲议会议员和法国参议院议员。2017年至2021年主持国民议会不屈法国党团的工作。自2017年以来，他一直是罗讷河口省第4选区的国民议会议员。梅朗雄曾三次竞选法国总统：在2012年和2017年得票率分别排名第四位，在2022年的选举中升高至第三位，但在法国的两轮投票制中，他以微弱差距未进入第二轮。
1976年加入社会党后，他先后被选为马西市的市议员（1983年）和埃松省的省议员（1985年）。1986年，他进入参议院，并在1995年和2004年连任。2000年至2002年期间，他还在利昂内尔·若斯潘的联合政府中，在国民教育部长杰克-兰手下担任职业教育部长。在2008年兰斯大会之前，他一直是社会党激進派的一员，在这次大会上，他离开了该党，与国民议会议员马克·多莱一起成立了左翼党。梅蘭雄先是担任该党主席，然后与玛蒂娜-比拉尔一起成为该党的联合主席，他一直担任这一职务直到2014年。作为左翼党的联合主席，他在2009年欧洲选举前加入了左翼阵线的选举联盟；他当选为西南选区的欧洲议会议员（MEP），并在2014年再次当选。他是该联盟在2012年总统选举中的候选人，在第一轮选举中获得11.1%的选票，排名第四。
梅蘭雄于2016年2月成立不屈法国。他作为候选人参加了2017年法國总统选举，再次名列第四，获得第一轮投票的19.6%。2017年立法选举后，他成为不屈法兰西的国民议会成员，在位于全国第二大城市马赛的罗讷河口省第四选区的第二轮投票中获得59.9%的选票。在2022年的总统选举中，梅蘭雄再次作为不屈法兰西的候选人参选，以21.95%的得票率位居第三，距离进入第二轮选举只差一个多百分点。

## 生平
让-吕克-梅朗雄1951年8月19日出生出生于摩洛哥丹吉尔（丹吉爾國際區）。他的父亲乔治·梅朗雄（Georges Mélenchon）是一位西班牙裔的邮政局局长，母亲雅尼娜·巴约纳（Jeanine Bayona）是一位西班牙和西西里裔的小学教师。梅朗雄于摩洛哥长大，后于1962年全家迁往法国。梅蘭雄早年就讀于弗朗什-孔泰大学，曾任高中教師，並曾参加托派—朗贝尔派组织国际主义共产主义组织。1977年加入社会党，1983年被选为马西市议员，1985年被选为埃松省议员，1986、1995、2004年被选为代表埃松省的法国参议员。2008年11月脱离社会党，与马克·多莱共同建立左翼党。后与玛蒂娜·比拉德共同担任左翼党主席，现已离任。梅蘭雄曾在2000年至2002年间，在利昂内尔·若斯潘领导的联合政府中，担任职业教育部长级代表，他还曾担任过法国参议院议员。2010年在参与反对退休金制度改革的抗议运动中，由于频繁在公众面前和电视媒体上曝光，他的民望得到大幅提升。在2012年法国总统大选中，他是代表左翼阵线的候选人。在4月22日举行的第一轮投票中，梅蘭雄得票率为11.10%，占据第四位，未能进入第二轮投票。2016年，梅蘭雄创建了“不屈法国”组织。2017年，他再次参与法国总统选举，但同样在第一轮就被淘汰，但獲得19.58%選票。2022年，他第三次参选总统，虽然仍在第一轮被淘汰，但得票率升高到21.95%。

## 梅朗雄主义
梅朗雄主义是指以让-吕克·梅朗雄为核心的左翼政治潮流，融合社会主义、民粹主义、共和主义和激进进步主义等多重元素。它不仅体现为一套政治主张，更是一种强烈依赖个人魅力和语言风格的“领袖式政治”。
梅朗雄主义主张国家在经济中扮演积极角色，强调社会公平、财富再分配、生态转型和公共服务扩张，同时坚守法国的世俗主义原则，强烈反对新自由主义、精英主义和欧盟当前的财政规则。在对外政策上，它坚持反干涉主义和国际主义的立场。
与传统意识形态不同，梅朗雄主义更具有高度适应性的策略特点。梅朗雄本人曾经历多次政治转变，从托洛茨基主义者到社会党温和派，再到不屈法国的左翼民粹主义领导人。他以极具煽动性的演讲风格和与普通民众“直接对话”的方式，构建出一种“人民对抗精英”的政治叙事。

## 外交觀點

### 烏克蘭
梅蘭雄支持2014年俄罗斯吞并克里米亚，並表示“克里米亚港口对俄罗斯的安全來說至关重要”，梅郎雄还声称乌克兰受到了新纳粹分子的影響。2022年俄罗斯入侵乌克兰後，梅蘭雄雖然批評俄羅斯入侵，但他認為戰爭的原因源自北约東擴，他還反对各界向乌克兰輸送武器。

### 委內瑞拉
2018年，他表示所有谴责2018年委內瑞拉總統選舉的国家是“美国的傀儡”。

### 沙特阿拉伯
梅蘭雄認為歐洲能容忍沙特阿拉伯的獨裁卻不能容忍委內瑞拉，這表明歐洲很虛偽並且持雙重標準。

### 伊朗
梅蘭雄認為美国和伊朗都是战争贩子，他認為伊朗是一个神權國家，而且總想要摧毁以色列。他無法容忍伊朗當局的這一主張。

### 中國大陸和台灣
梅蘭雄批評佩洛西访台是挑衅，並且表示世界上只有一个中国，台湾是中国不可分割的一部分，中国人的问题只能中国人自己去解决。梅郎雄還表示美国企图“开辟另一条战线”。

## 爭議
2018年，梅蘭雄接受某地方電台帶有南法口音的女記者提問時，故意調侃對方：“你的問題是什麼？我聽不懂，誰能用可以理解的法文問我？”此話一出，馬上引發軒然大波，在媒體報導和網路轉發之下，超過3000萬法國人發起抵制，進而影響法國國民議會於2020年11月底通過《口音歧視法》，規定日後有口音嘲弄或種族歧視等不平等行為者，觸法者恐面臨三年監禁和4.5萬歐元罰款。